# Préalpes orientales septentrionales
Pour les articles homonymes, voir Préalpes.

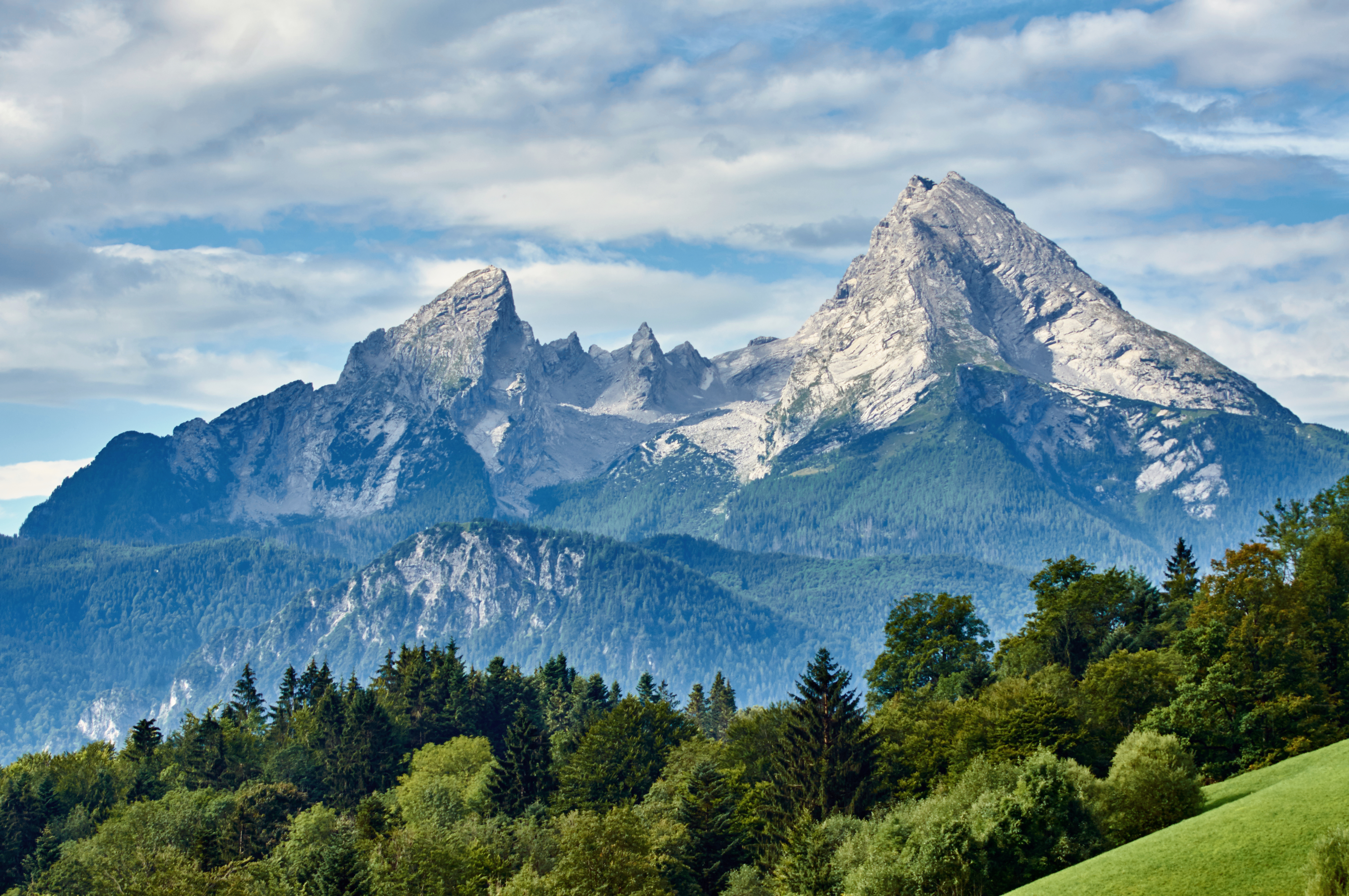
Le chaînon du Watzmann (2713 m) dans les Alpes de Berchtesgaden.

Les Préalpes orientales septentrionales constituent un ensemble des Alpes s'étendant au nord des Alpes orientales centrales, sur toute la longueur de l'Autriche (du Vorarlberg jusqu'à Vienne) en passant par l'extrême sud de l'Allemagne (Bavière). Elles sont dans le prolongement des Préalpes suisses (Préalpes appenzelloises).

## Classification
Cette subdivision est basée sur la division des Alpes en deux parties, Alpes occidentales et Alpes orientales, dans la littérature germanophone. La distinction s'oriente sur les différences géologiques et géomorphologiques exposées le long de la frontière entre l'Autriche et la Suisse au Rhin alpin et via le col du Splügen vers le sud jusqu'au lac de Côme. Le principe est répandu en particulier par la classification orographique des Alpes orientales développée par les clubs alpins allemand, autrichien et sud-tyrolien (Alpenvereinseinteilung der Ostalpen, AVE).
La classification traditionnelle de la « Partition des Alpes » (Partizione delle Alpi, adoptée en 1926) regroupe sous les Alpes orientales les massifs à l'est du col du Brenner. La proposition récente de la subdivision orographique internationale unifiée du système alpin (SOIUSA) vise à normaliser les diverses subdivisions alpines nationales afin d'aboutir à un résultat acceptable par l'ensemble des pays de l'arc alpin.
Les Préalpes orientales différent des Alpes orientales centrales par leur nature géologique, à savoir qu'elles sont composées de roches sédimentaires et non de roches cristallines. Leurs sommets sont également moins élevés ; la Parseierspitze dans les Alpes de Lechtal représente, avec ses 3 036 m d'altitude, le point culminant de toutes les Préalpes orientales septentrionales.

## Massifs
De manière traditionnelle, les massifs des Alpes orientales septentrionales se répartissent en trois grandes groupes : les Alpes bavaroises, les Alpes salzbourgeoises et les Alpes autrichiennes.
Les massifs (d'est en ouest) qui constituent les Préalpes orientales septentrionales sont (la numérotation est celle de la carte ci-contre) :
- Alpes autrichiennes
  - Wienerwald (1)
  - Alpes de Gutenstein (2)
  - Rax et Schneeberg (3)
  - Alpes de Mürzsteg (4)
  - Alpes de Türnitz (5)
  - Alpes d'Ybbstal (6)
  - Massif du Hochschwab (7)
  - Alpes d'Ennstal (8)
  - Préalpes de Haute-Autriche (9)

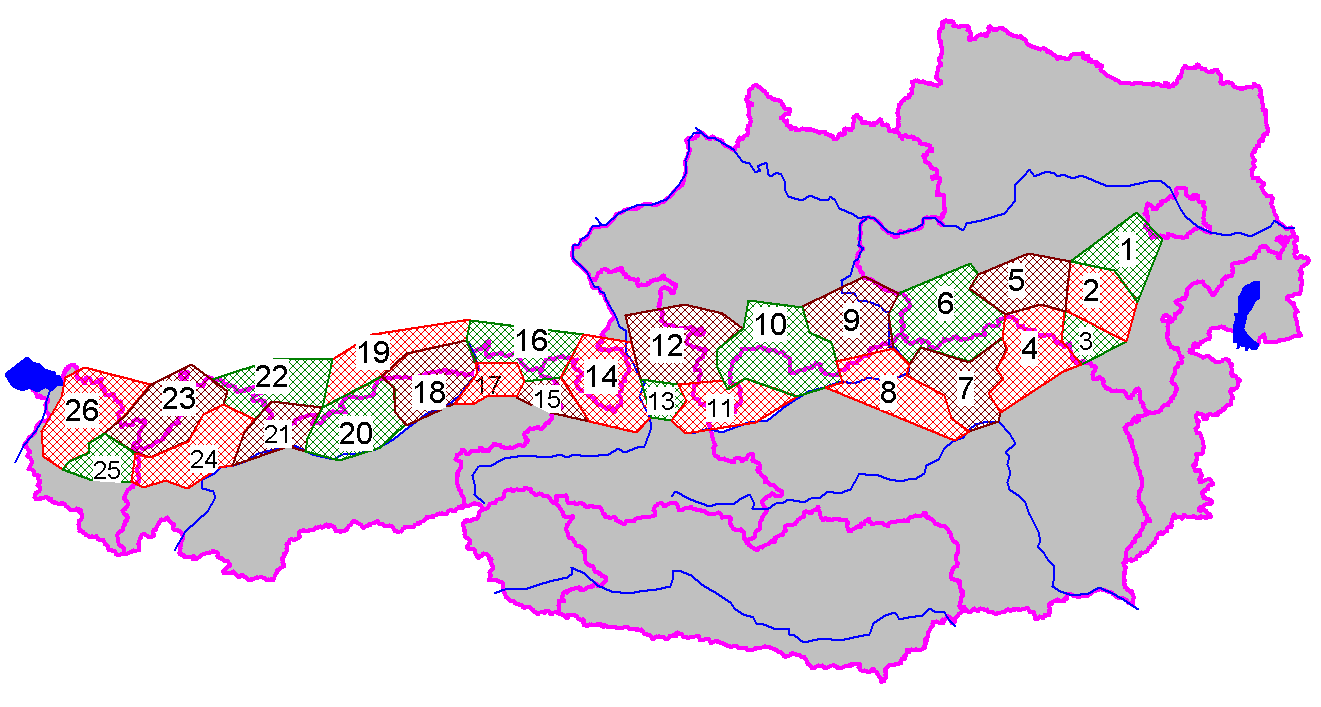
Les massifs des Préalpes orientales septentrionales
(en rose, les frontières des Lands autrichiens).

  - Massif mort (allemand : Totes Gebirge) (10)
- Alpes salzbourgeoises
  - Massif du Dachstein (11)
  - Massif du Salzkammergut (12)
  - Massif de Tennen (13)
  - Alpes de Berchtesgaden (14)
  - Massifs de Lofer et Leogang (15)
  - Alpes du Chiemgau (16)
  - Kaisergebirge (17)
- Alpes bavaroises
  - Alpes de Brandenberg (18)
  - Préalpes bavaroises (19)
  - Karwendel (20)
  - Wetterstein (21)
  - Alpes d'Ammergau (22)
  - Alpes d'Allgäu (23)
  - Alpes de Lechtal (24)
  - Massif de Lechquellen (25)
  - Massif du Bregenzerwald (26).